# Leichtathletik-Weltmeisterschaften 2023/Teilnehmer (Kuwait)
| Goldmedaillen | Silbermedaillen | Bronzemedaillen |
| ------------- | --------------- | --------------- |
| –             | –               | –               |

Der Leichtathletikverband von Kuwait meldete eine Athletin und zwei Athleten für die Leichtathletik-Weltmeisterschaften 2023 in Budapest.

## Ergebnisse

### Männer

#### Laufdisziplinen
| Athlet                  | Disziplin    | Vorlauf     | Vorlauf | Halbfinale | Halbfinale | Finale | Finale |
| Athlet                  | Disziplin    | Zeit        | Platz   | Zeit       | Platz      | Zeit   | Platz  |
| ----------------------- | ------------ | ----------- | ------- | ---------- | ---------- | ------ | ------ |
| Ebrahim al-Zofairi      | 800 m        | 1:48,41 min | 06      | DNQ        | DNQ        | –      | –      |
| Yaqoub Mohamed al-Youha | 110 m Hürden | 13,56 s     | 05      | 13,44 s SB | 06         | DNQ    | DNQ    |

### Frauen

#### Laufdisziplinen
| Athletin            | Disziplin | Vorlauf | Vorlauf | Halbfinale | Halbfinale | Finale | Finale |
| Athletin            | Disziplin | Zeit    | Platz   | Zeit       | Platz      | Zeit   | Platz  |
| ------------------- | --------- | ------- | ------- | ---------- | ---------- | ------ | ------ |
| Mudhawi al-Shammari | 100 m     | 11,93 s | 07      | DNQ        | DNQ        | –      | –      |